# Pardodes
Pardodes là một chi bướm đêm thuộc họ Geometridae.